# Dhamaal
Dhamaal ist eine Bollywood-Komödie aus dem Jahr 2007.

## Handlung
Dhamaal handelt von vier Freunden: Boman Contractor, der mit seinem exzentrischen Vater Nari einen luxuriösen Lebensstil pflegt. Nari liebt seinen Oldtimer mehr als seinen Sohn und befiehlt ihm, das Haus zu verlassen, als dieser das Auto beschädigt. Die drei anderen sind der dümmliche Manav, sein älterer Bruder Adi und Deshbandhu „Roy“, ein Betrüger, der einen magnetisierten Gürtel trägt. Diese drei Männer teilen sich ein Zimmer mit ihrer Wirtin, die sie schließlich hinauswirft. Sie stehlen ein Gemälde, verkaufen es und bekommen eine Menge Geld dafür. Sobald sie es ausgeben haben, tricksen sie, um Geld zu bekommen. Sie wiederholen ihren ersten Trick, aber die Gruppe wird von der Polizei verhaftet. Auf dem Land werden sie wieder freigelassen. An dieser Stelle werden sie Zeuge eines Autounfalls, bei dem das Auto von einer Klippe stürzt. Der einzige Insasse, Bose, ein Unterweltboss, erzählt ihnen vor seinem Tod, dass er 10 Crore Rupien in bar im St. Sebastian’s Garden in Goa versteckt hat, und wenn sie es finden, gehört das Geld ihnen. Währenddessen kommt der Inspektor Kabir Nayak und will sie wieder verhaften, da er denkt, dass sie den Unterweltboss umgebracht haben und wissen, wo die Beute versteckt ist. Roy kann die Gruppe auf einen Lastwagen retten und sie entkommen der Polizei nur knapp. Die Gruppe fährt im gestohlenen Auto von Contractor nach Goa, ohne zu wissen, dass ihre Pläne bald vom Polizeiinspektor Kabir Nayak vereitelt werden, dessen Abteilung seine Ehrlichkeit nicht schätzt. Der Inspektor ist darüber verärgert, da er befördert werden will. Die Gruppenmitglieder geraten in Streit miteinander und alle gehen auseinander. Wer als Erster nach Goa kommt und das Geld findet, dem gehört es. Roy springt auf einen Bus und trifft auf den Busentführer, einen Banditen namens Baabu Bhai, der Roy auch als Geisel hält, dann aber später das Geld mit Roy teilt, nachdem Roy ihm die ganze Geschichte erzählt hat und ihm zur Seite steht. Dann sehen wir Nari Contractor, der das Geld will, um sein nun völlig beschädigtes Auto zu reparieren. Alle wollen den gleichen Anteil, und jeder von ihnen wird alles tun, sogar die Regeln, Gesetze und Verordnungen brechen, das Geld für sich selbst zu behalten. Schließlich erreichen sie alle mit einem breiten Aufgebot an Fahrzeugen und sogar einem Flugzeug Goa und treffen sich im St. Sebastian’s Garden, wo sie beschließen, das Geld zu teilen. Als sie es finden, sind sie alle aufgeregt und glücklich. Während sie in ihr Glück vertieft sind, bemerken sie nicht, dass der Polizeiinspektor Kabir mit all dem Geld abgehauen ist. Manuv sieht es noch rechtzeitig und alle folgen ihm. Sie waren die ganze Zeit über alle in einer Fernsehshow. Am Ende des Films wird gezeigt, dass die vier Freunde und die beiden, die sich ihnen angeschlossen haben, ihre Selbstsucht bekämpfen, indem sie das ganze Geld für wohltätige Zwecke spenden.

## Bedeutung in der Filmgeschichte
Dhamaal ist ein Remake der US-amerikanischen Film-Komödie It’s a Mad, Mad, Mad, Mad World (deutsch: Eine total, total verrückte Welt) aus dem Jahr 1963. Indra Kumar drehte als Fortsetzung Double Dhamaal.